# نیروی هوایی دفاع‌ازخود ژاپن
نیروی هوایی دفاع‌ازخود ژاپن (به ژاپنی: 航空自衛隊) شاخه هوایی نیروهای مسلح کشور ژاپن است. این نیرو شامل ۵۰٬۳۲۴ نفر پرسنل در سال ۲۰۱۳ و ۷۷۷ هواپیما است که ۳۷۳ فروند از این هواپیماها جنگنده هستند.

## ناوگان
- سایت رسمی
- لاکهید مارتین اف-۳۵ لایتنینگ ۲ 123 فروند سفارش داده شده 34 فروند در خدمت[۱]
- میتسوبیشی اف-۲ 97 فروند در خدمت[۲]
- مک‌دانل داگلاس اف-۱۵ ایگل 160 فروند در خدمت [۳]

1. ↑  Embraer, In association with. "World Air Forces directory 2022". Flight Global (به انگلیسی). Retrieved 2023-12-15.
2. ↑  Embraer, In association with. "World Air Forces directory 2022". Flight Global (به انگلیسی). Retrieved 2023-12-15.
3. ↑  Embraer, In association with. "World Air Forces directory 2022". Flight Global (به انگلیسی). Retrieved 2023-12-15.